# Марианская плита

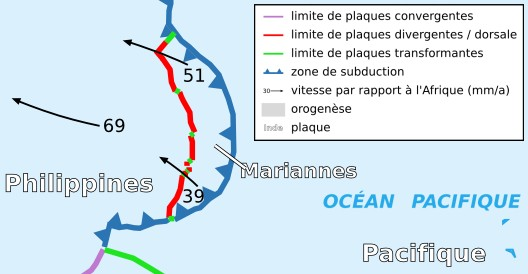
Расположение Марианской плиты на карте-схеме

Разрез Марианской плиты

Марианская плита — небольшая тектоническая плита, расположенная к западу от Марианского жёлоба и является фундаментом Марианских островов. Имеет площадь 0,01037 стерадиан. Обычно рассматривается вместе с Филиппинской плитой.
Она отделена от Филиппинской плиты дивергентной границей с многочисленными трансформными разломами. Предел Марианской и Тихоокеанской плит есть зона субдукции Тихоокеанской плиты. Ограничена Марианским жёлобом на юге и Идзу-Огасаварским жёлобом на северо-востоке.